# Chiesa di San Giuseppe a via Nomentana
La chiesa di San Giuseppe a via Nomentana è una chiesa di Roma, nel quartiere Nomentano, in via Nomentana.

## Storia
Venne costruita su progetto di Carlo Maria Busiri Vici tra il 1904 ed il 1905 in stile neoromanico, e consacrata solennemente il 12 ottobre 1905 dal cardinale Pietro Respighi. La facciata è in laterizio a vista e presenta un portico a tre arcate ed un rosone; inserito nella facciata un mosaico con gli stemmi di Pio X e dei Canonici lateranensi. L'interno a tre navate ha un'abside decorata in stile cosmatesco da Eugenio Cisterna, con una statua di san Giuseppe di Francesco Nagni
La chiesa è sede parrocchiale, istituita il 6 gennaio 1905 da Pio X con la bolla Romanae aequabilius ed affidata ai Canonici Regolari del Santissimo Salvatore Lateranense.
Il 24 aprile 1930 vi fu solennemente celebrato il matrimonio tra Edda Mussolini e Galeazzo Ciano, testimoni il principe Torlonia e il Segretario di Stato Dino Grandi.

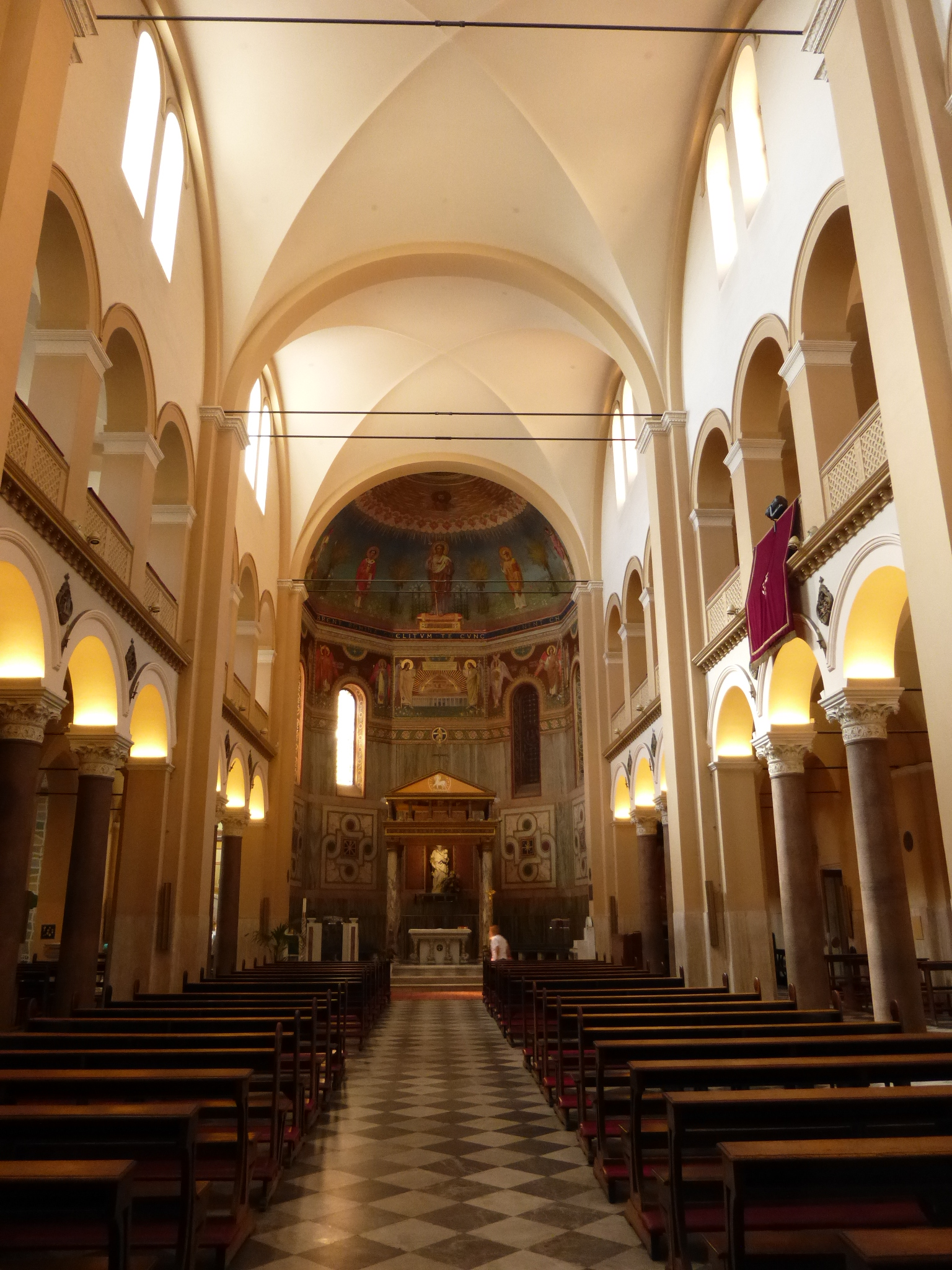
L'interno